# Ceriagrion hoogerwerfi
Ceriagrion hoogerwerfi là một loài chuồn chuồn kim trong họ Coenagrionidae.
Ceriagrion hoogerwerfi được Lieftinck miêu tả khoa học năm 1940.